# NGC 660
NGC 660 is een peculiair sterrenstelsel in het sterrenbeeld Vissen. Het hemelobject ligt 44 miljoen lichtjaar van de Aarde verwijderd en werd op 16 oktober 1784 ontdekt door de Duits-Britse astronoom William Herschel.

## Synoniemen
- PGC 6318
- UGC 1201
- MCG 2-5-13
- ZWG 437.12
- IRAS01403+1323
- PRC C-13